# Elsa Frilander
Elsa Impi Frilander, född 14 december 1894 i Helsingfors, död 10 oktober 1957 i Helsingfors, var en finländsk operasångerska (alt). 
Frilander var dotter till Wilhelm Frilander och Hilma Frilander, född Tamminen. Hon var syster till operasångerskan Helmi Frilander-Salonius samt moster till skådespelaren Helena Salonius. Frilander uppträdde på 1920-talet som konserterande sångerska i Finland och sjöng på 1920- och 1930-talen regelbundet i Rundradion. På slutet av 1920-talet var hon tillsammans med bland andra Alexis af Enehjelm och Helmi Sirén sångerska i kören Kilvi, som i april 1929 gjorde en konsertresa till Stockholm.
1929 gjorde Frilander fem skivinspelningar till pianoackompanjemang för skivbolaget His Master's Voice.

## Skivinspelningar

### 1929
- Herra ja rouva sieninen
- Säilytä kruunusi
- Tipu tipu kuulepas
- Kyyhkynen kylpee
- Soutajapojalleni